# Šurkovac
Šurkovac (cyr. Шурковац) – wieś w Bośni i Hercegowinie, w Republice Serbskiej, w mieście Prijedor. W 2013 roku liczyła 44 mieszkańców.